# Anandra capriciosa
Anandra capriciosa là một loài bọ cánh cứng trong họ Cerambycidae.